# Mlynářova lípa (Pustá Kamenice)
Mlynářova lípa je památný strom, solitérní lípa malolistá (Tilia cordata) v Pusté Kamenici v okrese Svitavy. Roste v nadmořské výšce 640 m v zahradě roubeného statku na východním okraji obce, pod svahem nedaleko železniční stanice Pustá Kamenice-zastávka. Na mohutném a štíhlém kmeni je vysoko nasazená bohatě zavětvená koruna s porosty jmelí. Obvod kmene měří 630 cm, koruna sahá do výšky 32 m (měření 2008). V roce 2000 byla provedena oprava výlomu kosterní větve, v roce 2001 byl proveden zdravotní řez a ošetření dutin, došlo k odstranění jmelí, v roce 2004 a rovněž v roce 2008 byl proveden zdravotní a bezpečnostní řez, instalace bezpečnostních vazeb a vyčištění dutiny. V roce 2009 bylo stáří stromu odhadováno na 320 let.
Strom je chráněn od roku 1989 jako ekologicky významný autochtonní druh, ochrana geofondu a jako rodový strom.

## Stromy v okolí
- Buk lesní Františky
- Hápův javor